# Batou Khasikov
 (février 2022).
La mise en forme du texte ne suit pas les recommandations de Wikipédia : il faut le « wikifier ».
Les points d'amélioration suivants sont les cas les plus fréquents. Le détail des points à revoir est peut-être précisé sur la page de discussion.
- Les titres sont pré-formatés par le logiciel. Ils ne sont ni en capitales, ni en gras.
- Le texte ne doit pas être écrit en capitales (les noms de famille non plus), ni en gras, ni en italique, ni en « petit »…
- Le gras n'est utilisé que pour surligner le titre de l'article dans l'introduction, une seule fois.
- L'italique est rarement utilisé : mots en langue étrangère, titres d'œuvres, noms de bateaux, etc.
- Les citations ne sont pas en italique mais en corps de texte normal. Elles sont entourées par des guillemets français : « et ».
- Les listes à puces sont à éviter, des paragraphes rédigés étant largement préférés. Les tableaux sont à réserver à la présentation de données structurées (résultats, etc.).
- Les appels de note de bas de page (petits chiffres en exposant, introduits par l'outil «  Source ») sont à placer entre la fin de phrase et le point final[comme ça].
- Les liens internes (vers d'autres articles de Wikipédia) sont à choisir avec parcimonie. Créez des liens vers des articles approfondissant le sujet. Les termes génériques sans rapport avec le sujet sont à éviter, ainsi que les répétitions de liens vers un même terme.
- Les liens externes sont à placer uniquement dans une section « Liens externes », à la fin de l'article. Ces liens sont à choisir avec parcimonie suivant les règles définies. Si un lien sert de source à l'article, son insertion dans le texte est à faire par les notes de bas de page.
- La présentation des références doit suivre les conventions bibliographiques. Il est recommandé d'utiliser les modèles {{Ouvrage}}, {{Chapitre}}, {{Article}}, {{Lien web}} et/ou {{Bibliographie}}. Le mode d'édition visuel peut mettre en forme automatiquement les références.
- Insérer une infobox (cadre d'informations à droite) n'est pas obligatoire pour parachever la mise en page.

Pour une aide détaillée, merci de consulter Aide:Wikification.
Si vous pensez que ces points ont été résolus, vous pouvez retirer ce bandeau et améliorer la mise en forme d'un autre article.
Batou Sergueïevitch Khasikov (en russe : Бату Сергеевич Хасиков, en kalmouk : Хаска Бату), né le 28 juin 1980, est un kickboxeur professionnel russe, multiple champion du monde K-1 (ISKA, WAKO PRO, WKA et W5) et champion d'Europe WAKO PRO, engagé socialement et politiquement, membre du Khoural du peuple de Kalmoukie (2008-2012) et représentant de la république de Kalmoukie au Conseil de la Fédération (2012-2014).
Le 20 mars 2019, Khasikov est nommé par Vladimir Poutine pour devenir le troisième chef de la république de Kalmoukie.

## Biographie

### Enfance et jeunesse
Il est né d'un père kalmouk et d'une mère tatare.

### Études
Batou Khasikov est diplômé de la faculté de culture physique de l'Université pédagogique d'État de Moscou. Il a poursuivi des études de troisième cycle à l'Académie présidentielle russe d'économie nationale et d'administration publique (candidat en sciences politiques, 2012).

### Vie politique
De 2003 à 2008, Khasikov travaille dans la police. Il détient le grade de premier-lieutenant. En mars 2008, ses attributions changent d'orientation à la suite de son élection en tant que membre de la République de Kalmoukie auprès du Conseil de la Fédération.
Khasikov est le chef de file de l'organisation civique « Pour un pays en bonne santé ». La credo de l'organisation est de promouvoir un mode de vie sain. Aujourd'hui, organisé en mouvement sociétal pan-russe, « Pour un pays en bonne santé » organise régulièrement des événements dans différentes villes.

### Carrière sportive
Khasikov est né à Moscou et plus tard, alors enfant, il déménage à Lagan, en république de Kalmoukie. Là, il commence son entraînement de kyokushin à l'âge de 11 ans. Après son déménagement pour Moscou en 1997, Batou continue l'entraînement et, en 2000-2001, il remporte plusieurs compétitions seiwakai et kyokushin. Khasikov apprend à maîtriser le combat au corps à corps, le kickboxing, le sambo, le ju-jitsu et le muay-thaï, et dès 2005, il se plonge dans la compétition en kickboxing.
Entre 2005 et 2010, Batou devient triple champion de Russie (WAKO), champion d'Europe WAKO et remporte les ceintures de championnat en poids moyens. En octobre 2007, Batou bat le Portugais Ricardo Fernandes (WAKO-Pro) ; en novembre 2007, il bat Harris Norwood (ISKA) et, en novembre 2010, il remporte une victoire sur Fabio Corelli (WKA).
En 2011, Khasikov bat des renoms du kickboxing tels que Albert Kraus et Mike Zambidis en K-1 (le titre de champion du monde W5 est remporté).
Le 4 mai 2012, lors du festival MMA La bataille de Kalmoukie, Batou Khasikov défait Warren Stevelmans. En novembre de la même année, il remporte le titre K-1 WAKO-Pro après sa victoire sur Mohammad Reza Nazari. Le 3 novembre, lors de l'événement Battle of Moscow 8, Khasikov élimine le populaire Gago Drago,,.
Le 24 mars 2014, l'organisateur de Battle of Moscow 15 installe un événement au Rossiya Luzhniki, où Khasikov et Mike Zambidis disputent leur match de revanche, qui constituera l'événement majeur du tournoi. Les deux adversaires faisaient de ce combat une affaire d'honneur. Avant le combat, Khasikov annonce qu'en cas de victoire de sa part, il prendra sa retraite sportive. Pour Zambidis, ce combat est l'occasion de prendre sa revanche. Le match fait sensation eu égard au statut de Khasikov en sa qualité de sénateur de la république de Kalmoukie. Dès le début, Khasikov fait pression sur Zambidis et domine la rencontre, mais au troisième round, Zambidis semble reprendre l'ascendant. Sur décision partagée, Khasikov remporte le combat,. Lors de la réunion du Conseil de la Fédération, Khasikov est félicité pour sa victoire.
Khasikov est triple champion de combat au corps à corps du Département principal des affaires intérieures de la cité moscovite, outre ses plus de 200 victoires remportées en amateur.

#### Eurasia Fight Nights
Khasikov est l'organisateur et cofondateur d'Eurasia Fight Nights. Fight Nights s'inscrit dans la promotion des arts martiaux mixtes (MMA) en Russie qui s'occupe également de l'organisation de démonstrations dans d'autres pays de la sphère russophone. La retransmission en direct des événements et compétitions est assurée sur Russia-2 et REN TV. Avant sa nomination au Conseil de la Fédération, Khasikov portait la double casquette de producteur et de combattant de Fight Nights.

## Palmarès

### Palmarès et distinctions
- (2014) Champion du monde WKN Super Welter -72,6 kg (bases règles orientales)
- (2012) Champion du monde WAKO Pro -75 kg (bases coups de pied bas)
- (2011) Champion du monde W5 2011, 71 kg, Moscou (Russie), Fight Nights : Battle of Moscow 5[27] ;
- (2010) Champion du monde WKA, -72,5 kg, Moscou (Russie), Battle of Champions 5[27] ;
- (2010) Champion du monde WAKO Pro (bases coups de pied bas), 71,8 kg, Moscou (Russie), Fight Nights : Battle of Moscow[2],[27] ;
- (2010) Champion d'Europe amateur WAKO (bases coups de pied bas), -71 kg, Bakou (Azerbaïdjan)[5],[28] ;
- (2007) Champion du monde ISKA, style libre, poids moyens légers, 72,5 kg (hommes), Moscou (Russie)[1],[27]

### Palmarès de kickboxing
| Palmarès Kickboxing                                                                                         |          |                     |                                   |                      |                       |       |       |
| 67 victoires (35 (T)KO), 17 défaites, 3 égalités)                                                           |          |                     |                                   |                      |                       |       |       |
| date | issue    | adversaire          | événement                         | lieu                 | méthode               | round | temps |
| 2014-03-28                                                                                                  | victoire | Mike Zambidis       | Fight Nights: Battle of Moscow 15 | Moscou (Russie)      | décision (partagée)   | 5     | 3:00  |
| pour le titre de champion du monde WKN base Règles orientales en catégorie Super Welters (-72,6 kg)         |          |                     |                                   |                      |                       |       |       |
| 2012-11-03                                                                                                  | victoire | Gago Drago          | Battle of Moscow 8                | Moscou (Russie)      | KO (direct du droit)  | 1     |       |
| 2012-10-14                                                                                                  | victoire | Mohamed Reza Nazari | Team Russie vs. Team Asie         | Khabarovsk, (Russie) | TKO (mâchoire brisée) | 3     |       |
| remporte le titre mondial WAKO Pro sur base low kicks autorisés en catégorie Poids moyens (-75 kg)          |          |                     |                                   |                      |                       |       |       |
| 2012-05-04                                                                                                  | victoire | Warren Stevelmans   | Battle in Kalmykia                | Elista (Russie)      | décision (partagée)   | 3     | 3:00  |
| 2011-11-05                                                                                                  | victoire | Mike Zambidis       | W5                                | Moscou (Russie)      | TKO (arrêt arbitre)   | 1     | 1:51  |
| remporte le titre mondial W5 (-71 kg)                                                                       |          |                     |                                   |                      |                       |       |       |
| 2011-03-12                                                                                                  | victoire | Albert Kraus        | Fight Nights: Battle of Moscow 3  | Moscou (Russie)      | décision (unanime)    | 3     | 3:00  |
| 2010-11-19                                                                                                  | victoire | Fabio Corelli       | Battle of Champions 5             | Moscou (Russie)      | KO                    | 2     |       |
| remporte le titre mondial WKA (-72,5 kg)                                                                    |          |                     |                                   |                      |                       |       |       |
| 2010-06-05                                                                                                  | victoire | Ricardo Fernandes   | Battle at Moscow                  | Moscou (Russie)      | RTD                   | 3     | 2:16  |
| remporte le titre mondial WAKO Pro sur base low kick en poids moyens légers (-71,8 kg)                      |          |                     |                                   |                      |                       |       |       |
| 2009-10-02                                                                                                  | défaite  | Ricardo Fernandes   | Battle of Champions in Elista     | Elista (Russie)      | décision (unanime)    | 3     | 3:00  |
| l'enjeu du match était le titre vacant mondial WAKO Pro sur base low kick en poids moyens légers (-71,8 kg) |          |                     |                                   |                      |                       |       |       |
| 2007-11-30                                                                                                  | victoire | Harris Norwood      | Battle of Champions               | Moscou (Russie)      | KO                    |       |       |
| remporte le titre mondial ISKA (-71 kg)                                                                     |          |                     |                                   |                      |                       |       |       |
| 2007-05-19                                                                                                  | victoire | Rizvan Isaev        | Battle of Champions 2             | Moscou (Russie)      | décision (unanime)    | 3     | 3:00  |
| Légende: victoire défaite nul précisions                                                                    |          |                     |                                   |                      |                       |       |       |

### Titres honorifiques
Travailleur émérite de la culture physique et du sport de la République de Kalmoukie.
Détenteur de la « Ceinture d'or » de l'Union russe des arts martiaux dans la catégorie « Victoire la plus brillante de l'année » (lors de la 7e cérémonie nationale de remise des récompenses).

## Filmographie

### Cinéma
- 2007 : Boxe de l'ombre 2 : La Revanche
- 2011 : Boy s tenyu 3. Posledniy raund[30]
- 2011 : Batu Khasikov before the fight
- 2012 : Batu
- 2015 : Le Guerrier

### Télévision
- 2015-présent : Red Combat[31]